# Barriemore Barlow
Barriemore Barlow (bautizado Barrie Barlow, 10 de septiembre de 1949, Birmingham) fue el batería de Jethro Tull entre mayo de 1971 y junio de 1980.
Fue compañero de colegio de Ian Anderson y formó parte de la banda de música escolar que este último formó. Se unió a Jethro Tull tras la salida de Clive Bunker del grupo.
Su apodo "Barriemore" procede del excéntrico humor de Ian Anderson, quien también le cambió el apellido al bajista Jeffrey Hammond, para nombrarlo Jeffrey Hammond-Hammond.
Está considerado por los críticos como el mejor baterista que ha pasado por Jethro Tull, y su actuación en directo en el álbum Bursting Out es clara prueba de ello.
Tocó en los siguientes álbumes de la banda:
- Thick as a Brick.
- Living in the Past.
- A Passion Play.
- War Child.
- Minstrel in the Gallery.
- Too Old to Rock 'n' Roll: Too Young to Die!.
- Songs from the Wood.
- Heavy Horses.
- Bursting Out.
- Stormwatch.

Dejó la banda, junto con otros miembros del grupo, en 1980, tras la gira de Stormwatch y la muerte -a causa de una dolencia cardíaca- del bajista del grupo e íntimo amigo suyo, John Glascock. Ya la salida de Glascock le causó disconformidad, y al fallecer éste se hizo cargo de las exequias y descubrió la desigualdad en el salario que percibía. Ya cansado, frustrado y decepcionado abandonó Jethro Tull junto a John Evan y David Palmer, quedando solo Martin Barre acompañando a Ian Anderson.
Formó parte de la banda de Yngwee Malmstein, y acompañó a otros grandes artistas como Robert Plant, Kerry Livgren, Jimmy Page, entre otros.

## Colaboraciones con otros artistas
Barriemore Barlow, tras su marcha de Jethro Tull, ha colaborado con diversos artistas en la grabación de algunos de sus álbumes:
- Kerry Livgren, en su primer álbum en solitario Seeds of Change (1980) (en las canciones "Just One Way", "Mask of the Great Deceiver", "How Can You Live?" y "Down to the Core").
- Robert Plant, en sus álbumes The Principle of Moments (1983) (en las canciones "Wreckless Love" y "Stranger Here...Than Over There") y Sixty Six to Timbuktu (2003) (en la canción "Road to the Sun").
- Yngwie Malmsteen, en su álbum de debut Rising Force (1984).
- Jimmy Page, en su álbum Outrider (1988) (en las canciones "Liquid Mercury" y "Emerald Eyes").
- John Miles, en su álbum Transition (1985).
- Los Babyshambles, en su álbum de debut Down in Albion (2005) (en su canción "Sticks and Stones").